# Melitaea corythalia
Melitaea corythalia är en fjärilsart som beskrevs av Jacob Hübner 1793. Melitaea corythalia ingår i släktet Melitaea och familjen praktfjärilar. Inga underarter finns listade i Catalogue of Life.